# چه جوری تا همیشه زنده باشی
«چه جوری تا همیشه زنده باشی» (انگلیسی: Ways to Live Forever) عنوان کتابی است در قالب ادبیات کودک از سالی نیکولاس که نخستین مرتبه در سال ۲۰۰۸ میلادی منتشر گردید. این کتاب، رمان نخست سالی نیکولاس محسوب می‌گردید که در سن ۲۳ سالگی این اثر را به رشته تحریر درآورد. «چه جوری تا همیشه زنده باشی» در سال ۲۰۰۸ میلادی برندهٔ جایزه کتاب کودکان واترستون گردید.

## ترجمه فارسی
کتاب «چه جوری تا همیشه زنده باشی» با همین عنوان توسط میلاد بابانژاد و الهه مرادی ترجمه و توسط انتشارات پیدایش منتشر گردید. شابک: ۹۷۸-۶۰۰-۲۹۶-۵۷۹-۰

## اقتباس سینمایی
بر پایه ماجراهای ای کتاب، فیلمی نیز با عنوان چه جوری تا همیشه زنده باشی (فیلم) در سال ۲۰۱۰ به کارگردانی گوستاوو ران و با بازی روبی کی و الکس اتل ساخته شد